# Phare de Prince's Bay

Le phare de Prince's Bay (en anglais : Prince's Bay Lighthouse), officiellement John Cardinal O'Connor Light, est un phare actif situé au sud de Staten Island, dans l'arrondissement de Staten Island (New York City-État de New York).
Il est situé sur une falaise de 26 mètres surplombant la baie de Raritan avec un cottage en grès brun attenant qui servait de maison au gardien. Les falaises font partie de la moraine terminale sud formée par le glacier du Wisconsin, qui s'est retirée il y a 10 000 ans.

## Histoire
Le phare actuel a été construit en 1864 et le cottage attenant du gardien a été achevé en 1868. Le phare de Prince's Bay a été désactivé en août 1922 après l’installation d'un phare dans la baie de Raritan. La mission de la Vierge Immaculée au mont Loretto, un orphelinat catholique fondé par le père John Christopher Drumgoole (en), acheta le phare, le chalet et sa dépendance en 1926.
En 1953, un feu postérieur d'alignement a été installé au sud-est du phare. 
Le phare, les falaises et 59 hectares de terres environnantes et 20 hectares en mer ont été achetés en 1999 à l'Archidiocèse de New York par l'État de New York et The Trust for Public Land (en). Cette zone, désormais connue sous le nom de Mount Loretto Unique Area, est ouverte au public et est gérée par le New York State Department of Environmental Conservation. Le chalet du phare sert actuellement de résidence au policier-garde forestier du Département de la conservation de l'environnement du NYS. La tour a reçu un système optique VRB-25 qui a été placé au sommet du phare en 2006.

## Description
Le phare actuel est une tour conique en pierre , avec galerie et lanterne, de 12 m de haut. La maison de gardien de deux étages se trouve à proximité.
Identifiant : ARLHS : USA-673 ; USCG : 1-36193 - Admiralty : J1056 .

### Liens connexes
- Liste des phares de l'État de New York
- Staten Island